# Out of the Desert
Albums de Joachim Kühn
Piano Works IX - Live at Schloss
(2009) If (Blue) Then (Blue)
(2010)
Out of the Desert  est un album du pianiste de  jazz Joachim Kühn, sorti en 2009.

## Présentation
L'album est enregistré à Rabat, au Maroc, à l'exception de "Seawalk" qui a été enregistré dans le désert du Sahara à Arfoud.

## Titres
1. "Foulani" (Bekkas) - 6:41
2. "Transmitting" (Kühn) - 9:53
3. "One, Two, Free" (Kühn) - 12:29
4. "Sandia" (Bekkas) - 7:38
5. "Seawalk" (Kühn) - 7:42
6. "Chadiye" (Bekkas) - 8:27

## Musiciens
- Majid Bekkas - guembri, kalimba, molo, chant
- Joachim Kühn - piano, saxophone alto
- Ramón López - batterie, tabla

Autres musiciens
- Abdelfettah Houssaini - djembe (plages : 1, 2, 4)
- Abdessadek Bounhar - karkabou, chœur plages : (1, 2, 4)
- Rachid El Faditi - karkabou, chœur (plages : 1, 2, 4)
- Kouassi Bessan Joseph - batterie, percussions, voix (plages: 3, 6)
- Mouloud Amrini El-Mesaoui - batterie, percussions (plage : 5)
- Mouloud Lamirni El-Mesaoui - batterie, percussions (plage : 5)
- Hittouri El Uqzzani - batterie, percussions (plage : 5)
- Hmad Ait Ibrahim - batterie, percussions (plage : 5)
- Aamirni Er Houcin - batterie, percussions (plage : 5)